# Сафронов, Иван Петрович
Иван Петрович Сафронов (январь 1907, дер. Мордовские Новосёлки, Тамбовская губерния — ?) — советский партийный и государственный деятель.

## Биография
В 1927—1932 годы был на комсомольской работе в Ленинграде: инструктор, заведующий Клубом пионеров Московско-Нарвского районного комитета ВЛКСМ, инструктор, заведующий Ленинградским областным домом детского коммунистического воспитания, заместитель председателя Бюро юных пионеров Ленинградского городского комитета ВЛКСМ. В 1929 году вступил в ВКП(б).
В 1932—1933 годах учился на курсах по подготовке в аспиранты Ленинградского государственного института научной педагогики.
С 1933 года — на партийной работе: помощник начальника Политического отдела зерносовхоза «Магнитострой» по комсомолу (Сталинградский край), первый секретарь Мустаевского районного комитета ВКП(б) (Оренбургская область), первый секретарь Шарлыкского районного комитета ВКП(б) (Чкаловская область).
В 1939—1943 годах — секретарь Чкаловского обкома ВКП(б) по пропаганде и агитации; с 1943 по 7 июля 1945 года — 2-й секретарь Чкаловского обкома ВКП(б).
С 27 июня 1945 по январь 1952 года — председатель Исполнительного комитета Чкаловского областного Совета, затем с января по сентябрь 1952 — инспектор ЦК ВКП(б).
С сентября 1952 по март 1958 года — председатель Исполнительного комитета Кировского областного Совета.
В 1958 г. — слушатель Курсов партийно-советских работников при ЦК КПСС.
Избирался депутатом Совета Союза Верховного Совета СССР 2-го (от Чкаловской области, 1946—1950), 3-го (от Чкаловской области, 1950—1954) и 4-го (от Кировской области, 1954—1958) созывов.
Был делегатом XIX съезда КПСС.

## Награды и звания
- орден Трудового Красного Знамени[2].